# Abdelali Mhamdi
 Abdelali Mhamdi  (sinh ngày 29 tháng 11 năm 1991) là một cầu thủ bóng đá người Maroc hiện tại thi đấu cho Nahdat Berkane. Anh được Badou Ezzaki lựa chọn vào đội hình Maroc thi đấu trước Uruguay ngày 28 tháng 3 năm 2018 ở Agadir. Anh ra mắt cho Maroc trong chiến thắng 1-0 trước Cabo Verde.